# Milis
Milis é uma comuna italiana da região da Sardenha, província de Oristano, com cerca de 1.681 habitantes. Estende-se por uma área de 18 km², tendo uma densidade populacional de 93 hab/km². Faz fronteira com Bauladu, Bonarcado, San Vero Milis, Seneghe, Tramatza.